# Känerkinden
Känerkinden là một đô thị thuộc huyện Sissach, bang Basel, Thụy Sĩ. Đô thị này có diện tích 1,48 km2, dân số thời điểm tháng 12 năm 2009 là 493 người.

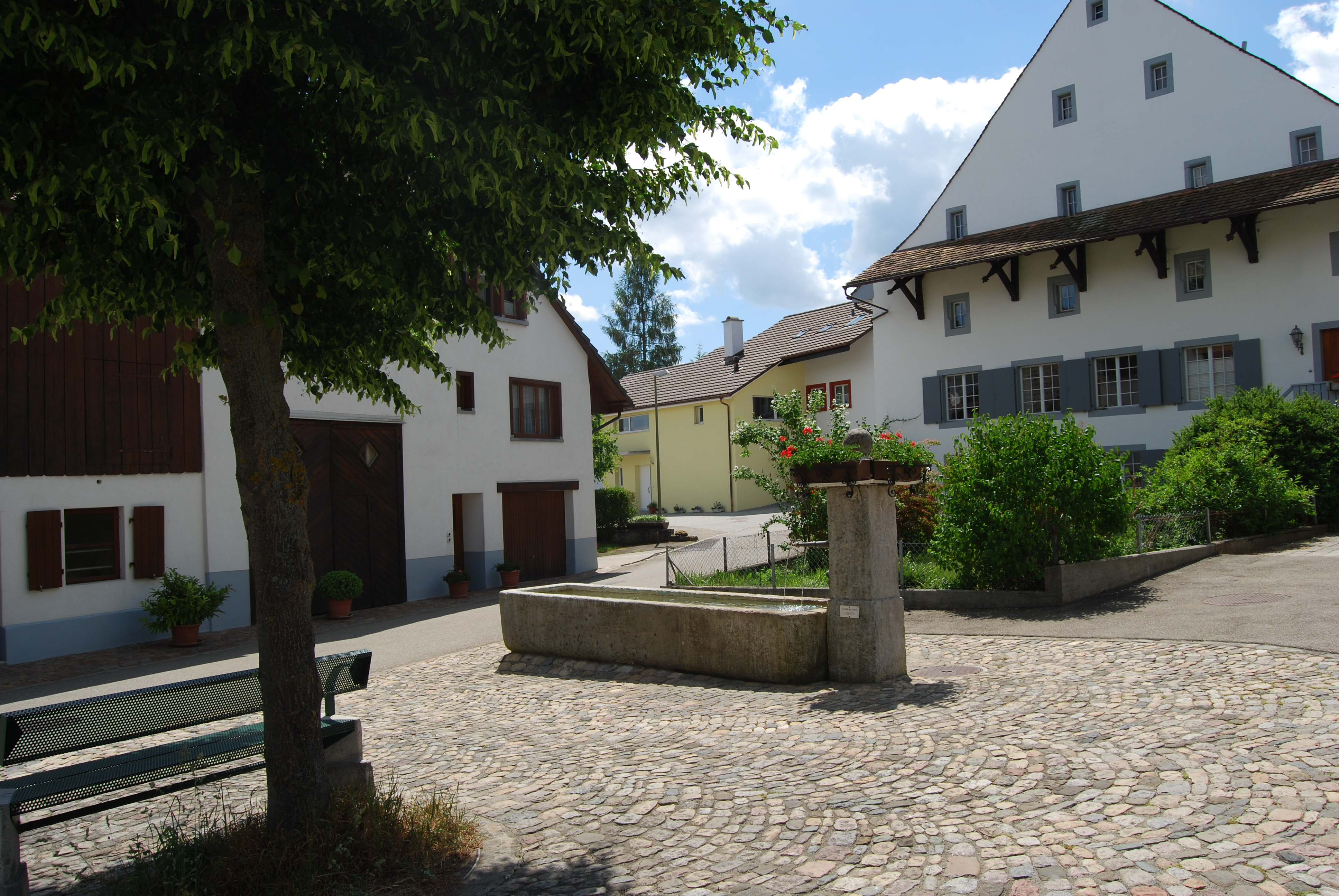
Känerkinden